# أدولفو سواريث
أدولفو سواريث غونثاليث (بالإسبانية: Adolfo Suárez González، ولد في 25 سبتمبر 1932، ثيبريروس، آبلة - توفي في 23 مارس 2014،) هو أول رئيس وزراء منتخب ديمقراطياً في إسبانيا بعد ديكتاتورية فرانثيسكو فرانكو، حيث شغل منصب رئيس الوزراء من 3 يوليو 1976 إلى غاية 25 فبراير 1981. ويعتبر شخصية رئيسية في تحول البلاد إلى الديمقراطية. حيث اعتمدت حكومته شرعنة الأحزاب السياسية، بما في ذلك الترخيص المثير للجدل للحزب الشيوعي، والعفو عن السجناء السياسيين، ثم صياغة الدستور والمصادقة عليه في استفتاء 1978. وتم المصادقة على مواثيق المونكلوا في فترته الرئاسية.
حصل على جائزة أمير أستورياس للوفاق عام 1996 لمساهمته الهامة في الانتقال الديمقراطي (Transición Española) الذي عرفته البلاد، باعتباره مهندسه الكبير، جنباً إلى جنب مع الملك خوان كارلوس.
اعتزل الحياة السياسية سنة 1991، ومنذ 2003 اعتزل الحياة العامة؛ وفي 31 مايو 2005 صرح ابن أدولفو سواريث بأن والده يعاني من الخرف التنكسي أو مرض الزهايمر ولا يتذكر أنه شغل منصب رئيس وزراء إسبانيا ولا يتعرف على أي شخص، إلا الاستجابة للمحفزات العاطفية. وتوفي يوم الأحد 23 مارس 2014 بإحدى مصحات مدريد.

## مسيرته
ولد أدولفو سواريث سنة 1932 في قرية ثيبريروس، حيث كانت ترغب أمه أن تنجبه في أرض أجدادها وحيث جذور عائلتها، مع أن مقر إقامتهم الفعلي في مدينة آبلة. كانت والدته متدينة في حين أن والده مقامر وفاسق. ولم يكن سواريز طالبًا جيدًا، حيث انتقل بين العديد من المدارس، وبدل الدراسة، كان همه الأكبر الحفلات والأعياد والرياضة ولعب الورق إضافًة لتزعمه عصابات الحي. واتباعا لتدين والدته انخرط وتزعم منذ سن المراهقة أنشطة مرتبطة بالعمل الكاثوليكي. ودرس الحقوق في جامعة سلمنقة بشكل حر وتخرج منها بعد مشقة كبيرة، وبعد تعرفه على منخرطين في حركة فلانخي الإسبانية، أخذ يتدرج في احتلال بعض المناصب العامة، وحصل على الدكتوراة في القانون من جامعة كومبلوتنسي في مدريد، واستمر يشغل مناصب مختلفة داخل هياكل النظام الفرانكاوي حتى وصل منصب مدير التلفزيون الإسباني بين 1969 - 1973.

### الانتقال الديمقراطي
بعد فترة وجيزة من اغتيال رئيس الوزراء اللواء كاريرو بلانكو تم تعيين كارلوس آرياس نابارو في مكانه، وبعد وفاة الجنرال فرانثيسكو فرانكو في 20 نوفمبر 1975، وتتويج خوان كارلوس ملكا على إسبانيا في 22 نوفمبر، أقال الملك آرياس نابارو من رئاسة الوزراء وعين أدولفو سواريث، الذي لم يكون معروفا من قبل العموم رغم توليه إدارة الإذاعة والتلفزة العمومية. فجمع سواريث حوله شخصيات منحدرة من الفرانكوية والكتائب الإسبانية، وكذا من الديمقراطيين الاشتراكيين والليبراليين والديمقراطيين المسيحيين. وفي الاجتماع الأول لمجلس الوزراء التي شكله سواريز، قال لهم الملك «اعملوا واشتغلوا بلا خوف»، وبعد أسبوعين فقط على تعيينه، أعلنت الحكومة الجديدة أن تاريخ الانتخابات سيقرر في مدة أقصاها 30 يونيو 1977. وانتخب سواريث زعيما لحزب اتحاد الوسط الديمقراطي. وفي 15 يونيو 1977 فاز اتحاد الوسط الديمقراطي لأدولفو سواريث، الذي كان يضم ليبراليين وفرانكويين سابقين معتدلين، بأول انتخابات ديمقراطية في إسبانيا.
وكانت البلاد تعيش أجواء مضطربة ومتأهبة، فالعسكريون لم يقبلوا بأي تمثيل لليسار في الحياة السياسية، واليسار يتطلع إلى إلغاء كل ما له علاقة بالملكية والفرانكوية، ولا يعترف بتسلط العسكر، إضافة إلى ظهور فئات من اليمين المتطرف واليسار المتطرف مثل حركة «الغرابو» المناهضة للفاشية وحركة إيتا الباسكية.
وبفضل حنكة وصبر سواريث استطاع ونجح في إقناع كل الأطراف بالتنازل عن بعض ما تطالب به، مطالبا الجميع بالمشاركة في الحياة السياسية، بما في ذلك الحزب الاشتراكي والحزب الشيوعي. وكان أصعب ما واجهه سواريث هو إقناع الجيش بالسماح للحزب الشيوعي الإسباني بالعمل، وإلغاء حظره. وفي الوقت نفسه فتح محادثات مع الحزب الشيوعي تحت قيادة الزعيم سانتياغو كاريو كي يطلب منه الاعتراف بالملكية، رغم معاداة الحزب الصريحة للملكية.
بعد لم الشمل ارتفعت شعبيته، ففاز في الانتخابات في المرة الثانية عام 1979، لكن فوزه لم يشكل نهاية للاضطرابات، حيث واجه غضب العسكر، الذين قاموا بمحاولة انقلابية في 23 فبراير 1981، تحت قيادة أنطونيو تيخيرو، الذي دخل بسلاحه، مع مجموعة من الحرس المدني، إلى البرلمان الإسباني، الذي كان في تلك اللحظة ينصب ليوبولدو كالفو سوتيلو رئيسا للحكومة بعد ترك سواريث الرئاسة، فأمر تيخيرو من أعضاء البرلمان الانبطاح أرضا، فاستجاب النواب لطلبه، باستثناء أدولفو سواريث وسانتياغو كاريو، وظلوا جالسين متحديين تخيرو الذي شهر مسدسه داخل البرلمان وأخذ بإطلاق الرصاص. وساد جو من الخوف والقلق في الشارع الإسباني حول مستقبل الوضع السياسي، حتى استطاع خوان كارلوس التدخل شخصيا لحل الأزمة.
ثم بدأ سوء الحظ يحالف سواريث بعد ذلك، فاضطر إلى الاستقالة، وتكوين حزب خاص به دون نجاح سياسي كبير، فيما كان اتحاد الوسط الديمقراطي في طريقه للاختفاء من المشهد السياسي ليحل محله التحالف الشعبي (الحزب الشعبي لاحقا). وظهرت شخصية فيليبي غونثاليث اللامعة، وهو زعيم الحزب الاشتراكي، الذي فاز بالانتخابات التالية بشكل متتابع وحكم حتى 1996، فسيطر بذلك على المشهد السياسي. واعتزل سواريث العمل السياسي سنة 1991. وبعد خمس سنوات منحه ملك إسبانيا صفة نبيل إسبانيا ولقب دوق سوواريث.

### السياسة الخارجية
وقعت مشادة كلامية قوية في عشاء ليلة 28 يناير 1978 بين الملك الحسن الثاني وأدولفو سواريث، بحضور الملك خوان كارلوس والأمير مولاي عبد الله، بسبب ما اعتبره المغرب غموض موقف سواريث حول قضية الصحراء. حيث طالب الوفد المغربي من سواريث أن ينهج سياسة واضحة في ملف الصحراء. بعدها قام سواريث بزيارة المغرب خلال يونيو 1978. كما زار سواريث الجزائر واستقبل فيها زعيم حركة البوليساريو محمد عبد العزيز يوم 1 مايو 1979، ويكون بذلك سواريث الرئيس الوحيد الذي التقى زعيم البوليساريو رسميا. كما يعتبر سواريث مؤسس المحور الإسباني-الجزائري للرد على أي توتر مع المغرب.

### حياته الخاصة
بعد إصابته بمرض الزهايمر، ومرض زوجته ومن ثم وفاتها بمرض السرطان عام 2001، ومن ثم مرض ابنتيه، انسحب من الظهور في الحياة العامة عام 2003، وفي عام 2004 توفيت ابنته بالسرطان أيضا. بعد صراع مرض ذات الرئة، توفي سواريث بعد ظهر يوم الأحد 23 مارس 2014 بإحدى مصحات مدريد عن عمر يناهز 81 سنة، وأعلنت إسبانيا على إثر ذلك الحداد الوطني لثلاثة أيام. وخطب الملك خوان كارلوس، في كلمة بثتها القناة التلفزية العمومية بعد إعلان الوفاة، وقال فيها عن أدولفو سواريث، والذي وصفه ب «رجل الدولة» و«الصديق الوفي» أنه:

## وصلات خارجية
- أدولفو سواريث على موقع الموسوعة البريطانية (الإنجليزية)
- أدولفو سواريث على موقع مونزينجر (الألمانية)
- أدولفو سواريث على موقع إن إن دي بي (الإنجليزية)

- (بالإسبانية) تحية لأدولفو سواريث: سجل الزوار
- (بالعربية) الديمقراطية الإسبانية إلى أين؟[وصلة مكسورة] مقال لجريدة الأهرام، 1 أبريل 1981.